# Eccidio di Ponte Cantone
L'eccidio di Ponte Cantone fu una strage nazifascista compiuta il 14 febbraio 1945 a Calerno, frazione di Sant'Ilario d'Enza, in provincia di Reggio Emilia, nel corso della quale furono uccisi venti ostaggi.

## Antefatti
Nell'inverno 1944-45 gli attacchi e le imboscate delle formazioni garibaldine e delle SAP contro le truppe d'occupazione nazi-fasciste lungo la via Emilia avevano causato tra i nemici un numero sempre maggiore di perdite e di vittime. Per far desistere i partigiani dal compiere ulteriori azioni, i tedeschi avevano dato il via, a partire dalla fine di gennaio ad una serie di violente rappresaglie contro i patrioti detenuti nelle carceri. Nonostante le stragi del Quaresimo e di Cadè, nella notte del 12 febbraio alcuni elementi della 144ª Brigata Garibaldi attaccarono tre automezzi tedeschi in transito sulla Via Emilia presso Calerno. L'attacco causò la morte di due militari nazisti ed il ferimento di diversi altri. In rappresaglia all'attacco partigiano venne ordinata così la fucilazione di venti partigiani detenuti nel carcere di Parma.

## L'eccidio
Nella mattinata del 14 febbraio, presso la località Ponte Cantone di Calerno, nel luogo dove due giorni prima si era consumato l'attacco contro i loro commilitoni, i tedeschi fucilarono venti partigiani, per lo più parmensi e piacentini. I cadaveri vennero lì esposti e lasciati come monito alla popolazione civile per ventiquattr'ore. 
Uno dei prigionieri, Oreste Tosini, riuscì a sopravvivere alla fucilazione e a trovare rifugio presso il parroco di Calerno. Il curato, una volta ottenuta da un ufficiale nazista la promessa di risparmiare la vita a Tosini, consegnò il sopravvissuto ai tedeschi i quali però contravvenendo alla parola data, lo uccisero poco dopo presso Cadelbosco di Sopra.

## Vittime
- Nello Avanzi, di Cortemaggiore (PC), classe 1921
- Pierino Avanzi "Fra Diavolo", di Varano de' Melegari (PR), classe 1927
- Corrado Barresi, di Ghedi (BS), classe 1921
- Giuseppe Bellini "Mater", di Salsomaggiore Terme (PR), classe 1915
- Giacomo Bernardelli, di Pezzaze (BS), classe 1921
- Guido Botti di Pontenure (PC), classe 1925
- Bruno Faustini "Risieri", di Medesano (PR), classe 1926
- Raimondo Nino Fermi "Raio", di Villanova sull'Arda (PC), classe 1917
- Antonio Gandolfi "Lunghini", di Salsomaggiore Terme (PR), classe 1923
- Egidio Gardeni "Vento", di Salsomaggiore Terme (PR), classe 1924
- Renzo Melloni "Campari", di Salsomaggiore Terme (PR), classe 1923
- Franco Molinari "Mariù", di Pontenure (PC), classe 1925
- Amos Montecchi "Gallo", Fidenza (PR), classe 1923
- Aldo Pasqua "Picchio", Salsomaggiore Terme (PR), classe 1923
- Giulio Resmini "Cassa", di Piacenza, classe 1914
- Nicola Cosimo Salvo, di Rometta Marea (ME)
- Angiolino Tansi "Tom", di Langhirano (PR), classe 1918
- Oreste Tosini "Orecchio", di Salsomaggiore Terme (PR), classe 1922
- Luigi Viglio, di Napoli, classe 1925
- Paride Zanatti, di Pontenure (PC), classe 1923

## Monumenti
A ricordo dell'eccidio venne costruito, nel maggio 1946, un piccolo ambulatorio dedicato ai Martiri di Ponte Cantone. Sulla facciata dell'edificio vi sono due lapidi riportanti i nomi dei caduti.